# Jimmy Jimmy Aaja Aaja
Jimmy Jimmy Aaja Aaja è un brano musicale del film di Bollywood Disco Dancer, cantato da Parvati Khan, con musiche di Bappi Lahiri e testi di Anand Bakshi, pubblicato nel 1982.
Questa canzone è la cover di quella in lingua francese T’es OK di gruppo musicale Ottawan. Esiste anche una cover realizzata in lingua hindi. Un campionamento del brano è stato usato nel singolo omonimo di M.I.A..